# Trofeo ZSŠDI
Il Trofeo ZSŠDI (Trofeja ZSŠDI in sloveno) era una corsa in linea maschile di ciclismo su strada, che si svolgeva ogni marzo nella regione Friuli-Venezia Giulia, in Italia. Creata nel 1977, dal 2005 fino al 2012, anno dell'ultima edizione, fu inserita nel calendario dell'UCI Europe Tour come prova di classe 1.2.
La sigla che dà il nome alla corsa è derivata dalla frase in sloveno Trofeja združenje slovenskih športnih društev v Italiji, che in italiano è traducibile con "Trofeo dell'Unione dei circoli sportivi sloveni in Italia".

## Albo d'oro
Aggiornato all'edizione 2012.
| Anno | Vincitore           | Secondo                | Terzo                |
| ---- | ------------------- | ---------------------- | -------------------- |
| 1977 | Atos Santarosa      | Gastone Martini        | Andreas Lubech       |
| 1978 | Pierluigi Sala      | Orfeo Pizzoferrato     | Alessandro Mainetti  |
| 1979 | Ivica Čolig         | Fioreno Geremia        | Bruno Bulić          |
| 1980 | Francisco Caneva    | Giovanni Moro          | Piero Ghibaudo       |
| 1981 | Mauro Longo         | Maurizio Orlandi       | Giuliano Pavanello   |
| 1982 | Mauro Longo         | Ivan Mazzocco          | Daniele Del Ben      |
| 1983 | Bruno Bulić         | Primož Čerin           | Ivan Mazzocco        |
| 1984 | Gabriele Ragusa     | Primož Čerin           | Sandi Papež          |
| 1985 | Federico Ghiotto    | Primož Čerin           | Massimo Favaretto    |
| 1986 | Maurizio Fondriest  | Moravio Pianegonda     | Massimo Favaretto    |
| 1987 | Fausto Boreggio     | Tiberio Savoia         | Fabio Parise         |
| 1988 | Flavio Milan        | Diego Bittante         | Gianni Vignaduzzi    |
| 1989 | Fabio Baldato       | Flavio Milan           | Ivan Beltrami        |
| 1990 | Fabio Baldato       | Gianluca Bordignon     | Massimo Strazzer     |
| 1991 | Biagio Conte        | Giovanni Lombardi      | Aleš Pagon           |
| 1992 | Fabio Casartelli    | Alessandro Bertolini   | Davide Rebellin      |
| 1993 | Biagio Conte        | Mauro Bettin           | Mauro Radaelli       |
| 1994 | Sergio Previtali    | Federico Tozzo         | Claudio Camin        |
| 1995 | Luca Prada          | Walter Petroni         | Leonardo Calzavara   |
| 1996 | Giuliano Figueras   | Alessandro Spezialetti | Andrej Hauptman      |
| 1997 | Simone Simonetti    | Emanuele Lupi          | Tadej Križnar        |
| 1998 | Flavio Zandarin     | Raffaele Ferrara       | Martin Fischerlehner |
| 1999 | Maurizio Bachini    | Roberto Savoldi        | Dimitrij Galkin      |
| 2000 | Pavel Zerzan        | Alexandre Parfimovitch | Franco Pellizotti    |
| 2001 | non organizzata     | non organizzata        | non organizzata      |
| 2002 | Daniele Pietropolli | Luigi Giambelli        | Andrea Moletta       |
| 2003 | Alessandro Ballan   | Daniel Zych            | Luca Conati          |
| 2004 | Elia Rigotto        | Dario Benenati         | Filip Branko         |
| 2005 | Maurizio Biondo     | Matteo Priamo          | Gene Bates           |
| 2006 | Marco Bandiera      | Breno Sidotti          | Filippo Savini       |
| 2007 | Simone Ponzi        | Massimo Iannetti       | Jure Kocjan          |
| 2008 | Manuele Boaro       | Matija Kvasina         | Gianluca Brambilla   |
| 2009 | Tomislav Dančulović | Esad Hasanović         | Gianluca Brambilla   |
| 2010 | Marko Kump          | Matej Gnezda           | Marco Canola         |
| 2011 | Enrico Battaglin    | Sonny Colbrelli        | Luca Benedetti       |
| 2012 | Patrick Facchini    | Sergej Rudaskov        | Blaž Furdi           |